# Saison 4 de New york, crime organisé
 (août 2025).
Si vous disposez d'ouvrages ou d'articles de référence ou si vous connaissez des sites web de qualité traitant du thème abordé ici, merci de compléter l'article en donnant les références utiles à sa vérifiabilité et en les liant à la section « Notes et références ».
Chronologie
Saison 3 Saison 5
Cet article, présente la quatrième saison de la série télévisée américaine New York, crime organisé  (Law and Order: Organized Crime).
Cette saison contient treize épisodes.

## Distribution

### Acteurs principaux
- Danielle Moné Truitt (en) (VF : Géraldine Asselin) : le sergent Ayanna Bell
- Christopher Meloni (VF : Jérôme Rebbot) : détective Elliot Stabler
- Ainsley Seiger (en) (VF : Margaux Maillet) : détective Jet Slootmaekers
- Rick Gonzalez : détective Bobby Reyes

## Liste des épisodes

### Épisode 1:Ressasser le passé
- États-Unis /  Canada : 18 janvier 2024 sur NBC / Citytv
- France : 6 septembre 2024 sur 13ème rue

- États-Unis : 3,90 millions de téléspectateurs (première diffusion)

### Épisode 2:Délivre-nous du mal
- États-Unis /  Canada : 25 janvier 2024 sur NBC / Citytv
- France : 6 septembre 2024 sur 13ème rue

- États-Unis : 3,71 millions de téléspectateurs (première diffusion)

- Tamara Tunie : Dr Melinda Warner